# Amtsgericht Sprottau
Das Amtsgericht Sprottau war ein preußisches Amtsgericht mit Sitz in Sprottau.

## Geschichte
Im Sprottau bestand von 1849 bis 1879 das Kreisgericht Sprottau. Das königlich preußische Amtsgericht Sprottau wurde mit Wirkung zum 1. Oktober 1879 als eines von 14 Amtsgerichten im Bezirk des Landgerichtes Glogau im Bezirk des Oberlandesgerichtes Breslau gebildet. Der Sitz des Gerichtes war Sprottau. Als Gerichtsgebäude wurde das ehemalige Magdalenerinnenkloster Sprottau genutzt. Sein Gerichtsbezirk umfasste den Landkreis Sprottau. Am Gericht bestanden 1880 drei Richterstellen. Das Amtsgericht war damit ein mittelgroßes Amtsgericht im Landgerichtsbezirk. In Neugabel und Primkenau wurden Gerichtstage abgehalten.
Im Jahre 1945 wurde der Amtsgerichtsbezirk unter polnische Verwaltung gestellt, und die deutschen Einwohner wurden vertrieben. Damit endete auch die Geschichte des Amtsgerichtes Sprottau.